# Prostatamassage

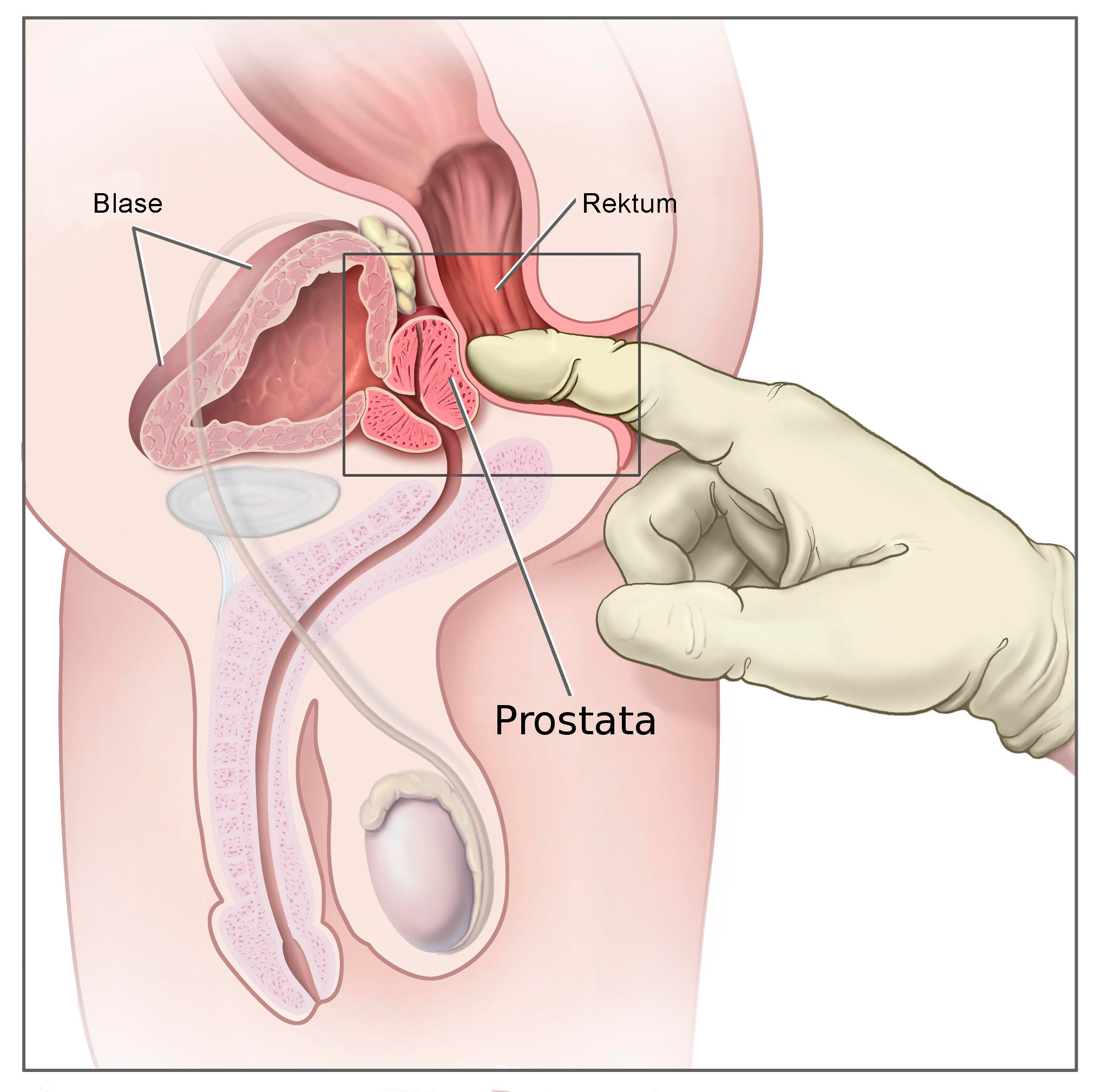
Prostatamassage.

Prostatamassage eller ändtarmsmassage, avser massage av en persons anus och prostata, antingen i sexuellt syfte eller som en del i en behandling, exempelvis mot värk. Analmassage som medicinsk behandling är omstridd, men den förekommer i flera länder. 
Behandlingen används bland annat för att utreda prostatit. Vid inflammation av prostata leder massagen till att det förekommer vita blodkroppar i sädesvätskan, urinen eller i prostatans sekret.
Som sexuell teknik är den en form av analsex. Den kan exempel utföras med hjälp av penis, finger, fingrar eller hand (fisting), dildo eller något annat föremål. Att en person med strap-on-dildo penetrar någons ändtarm kallas pegging.